# Pied (unité)
 (mai 2016).
Si vous disposez d'ouvrages ou d'articles de référence ou si vous connaissez des sites web de qualité traitant du thème abordé ici, merci de compléter l'article en donnant les références utiles à sa vérifiabilité et en les liant à la section « Notes et références ».
Pour les articles homonymes, voir Pied.
Le pied est une unité de longueur correspondant à la longueur approximative d'un pied humain, c'est-à-dire un peu plus de trente centimètres. Ses symboles sont le signe ′ (prime), ou les abréviations ft, de l'anglais foot (pied), ou pi en français au Canada.
Avec la coudée et le doigt, le pied est l'unité de mesure la plus ancienne de l'histoire de l'humanité[réf. souhaitée]. En tant qu'unité sur des règles graduées, il est attesté depuis le début du IIIe millénaire av. J.-C., où il est déjà divisé en seize doigts[réf. nécessaire]. Cette subdivision dite « digitale » fut la règle pendant l'Antiquité.
Cette unité est encore utilisée dans beaucoup de pays anglophones et d'anciennes colonies de l'Empire britannique. Un pied correspond à un tiers de verge anglaise (yard), et il est divisé en douze pouces. Depuis l'accord international de 1959[pas clair] le pied vaut exactement 0,304 8 m.

## Histoire
À la fin de l'Antiquité et surtout pendant le Moyen Âge, on préféra la division onciale[pas clair]. Cette division du pied en 12 parts égales engendra le pouce. Elle est toujours en vigueur dans le système d'unités de mesure impérial. Dans pratiquement tous les pays[réf. souhaitée], le pied — ou un de ses multiples comme la verge ou la toise — fut l'étalon des unités de mesure de longueur. Les pieds du Moyen Âge sont soit des pieds de l'Antiquité conservés, soit des déductions nouvelles.

### Le pied romain
Vers la fin de la Préhistoire – il y a donc environ 5 000 ans – les Égyptiens subdivisèrent la coudée de Nippur mésopotamienne d'environ 518,5 mm en 28 doigts seulement, au lieu de 30 doigts comme le firent les Sumériens.[réf. nécessaire]
Les arpenteurs égyptiens voulaient ainsi profiter d'une approximation trigonométrique. Par ce fait même, ils définirent la mesure du doigt, qui fut appelé plus tard « doigt romain ». Seize de ces doigts font la longueur du pied romain, plus précisément dudit pes monetalis, soit environ 296 ⅓ millimètres.
Ce pied romain est également attesté par des règles graduées de l'époque. Plusieurs d'entre elles mesurent environ 296,3 mm, dont les deux exemplaires les plus connus sont un pied en bronze trouvé à Pompéi et un autre, également en bronze, qui se trouve aujourd'hui au Louvre. L'un comme l'autre mesurent 296,3 mm. La colonne de Marc-Aurèle est haute de cent pieds. On a déterminé qu'elle mesurait 29,617 m exactement. La livre est un poids déduit du conge, l'unité de volume en rapport avec le pied. Les études sur la livre romaine confirment une valeur supérieure à 296 mm.
Néanmoins, dans les différentes provinces et également à Rome même, à différentes époques d'autres mesures furent utilisées. À juste titre, elles peuvent être appelées : « pied romain » elles aussi. On peut citer notamment les mesures d'environ 294,0 mm, 294,7 mm, 295,6 mm, 297,7 mm.
Le pied romain fut d'ailleurs conservé, en tant que mesure légale et officielle, dans plusieurs pays de l'Europe. Dans la ville d'Augsbourg, une des plus vieilles d'Allemagne, fondée par les Romains, le pied mesura jusqu'à son abolition à la fin du XIXe siècle : 296,168 mm et à Prague – ville qui, au XIVe siècle, fut même la capitale du Saint-Empire romain germanique – le pied, aboli le 1er janvier 1876, mesura 296,380 mm.

### L'abandon progressif et partiel du pied
Durant la Terreur, la Convention montagnarde vota l'abolition du pied en France par la loi du 1er août 1793. Celle-ci fut confirmée par la loi du 18 germinal an 3 (7 avril 1795) de la Convention thermidorienne et rendue définitive par la loi du 19 frimaire an 8 (10 décembre 1799) sous le Consulat qui dispose que le mètre est égal à 3 pieds 11 lignes 296 millièmes, soit 443,296 lignes, avec la valeur du pied = 144 lignes = 0,324 8 m. La Restauration ne tenta pas de restaurer aussi le pied de roi.
Durant le XIXe siècle, presque tous les pays européens abandonnèrent successivement leurs pieds respectifs au profit du système métrique (décimal).
Aujourd'hui, le seul pied encore utilisé est le pied anglais, toujours présent dans les domaines de l'aéronautique ou de l'informatique[réf. nécessaire] avec le pouce équivalant à un douzième de pied. Depuis 1959, le pied anglais équivaut légalement 304,8 mm exactement (soit 12 pouces).

## Les différentes définitions
Dès l'Antiquité et durant tout le Moyen Âge, en Italie, de nombreux autres pieds ont été utilisés. Ces pieds étaient parfois assez proches du pied romain. Le pied attique-solonique mesure environ 294,0 mm et le pied héraïon ou « néo-romain » 297,7 mm. Ces pieds furent souvent confondus avec le pied romain proprement dit. Le pied attesté et utilisé pour l'édification de l'abbatiale Cluny III en Bourgogne (XIe – XIIe siècles) mesure environ 295 mm. Cela dit qu'il est près de 0,5 % plus court que le pes monetalis romain. Il s'agit donc d'un autre pied, éventuellement d'une tradition ancienne également. Un pied connu dans l'Antiquité se nomme pous metrios. Il entretient le ratio 16 : 15 avec le pied romain. Le pied de Cluny doit être 28 : 30 pous metrios, soit un peu plus de 295,0 millimètres.

## Le pied en France
En 1668, le pied-de-roi fut modifié par Jean-Baptiste Colbert lorsqu'il reforma la toise du Châtelet. Le pied utilisé en France correspondait à environ 326,596 mm avant 1668 et 324,839 mm entre 1668 et 1799.

### Le pied d'avant 1668
Le pied de roi ancien, avant la réforme de Colbert, entretint avec le pied rhénan ou carolingien le ratio 25 : 24. Sa valeur est généralement donnée par 326,596 mm.

### Le pied entre 1668 et 1799

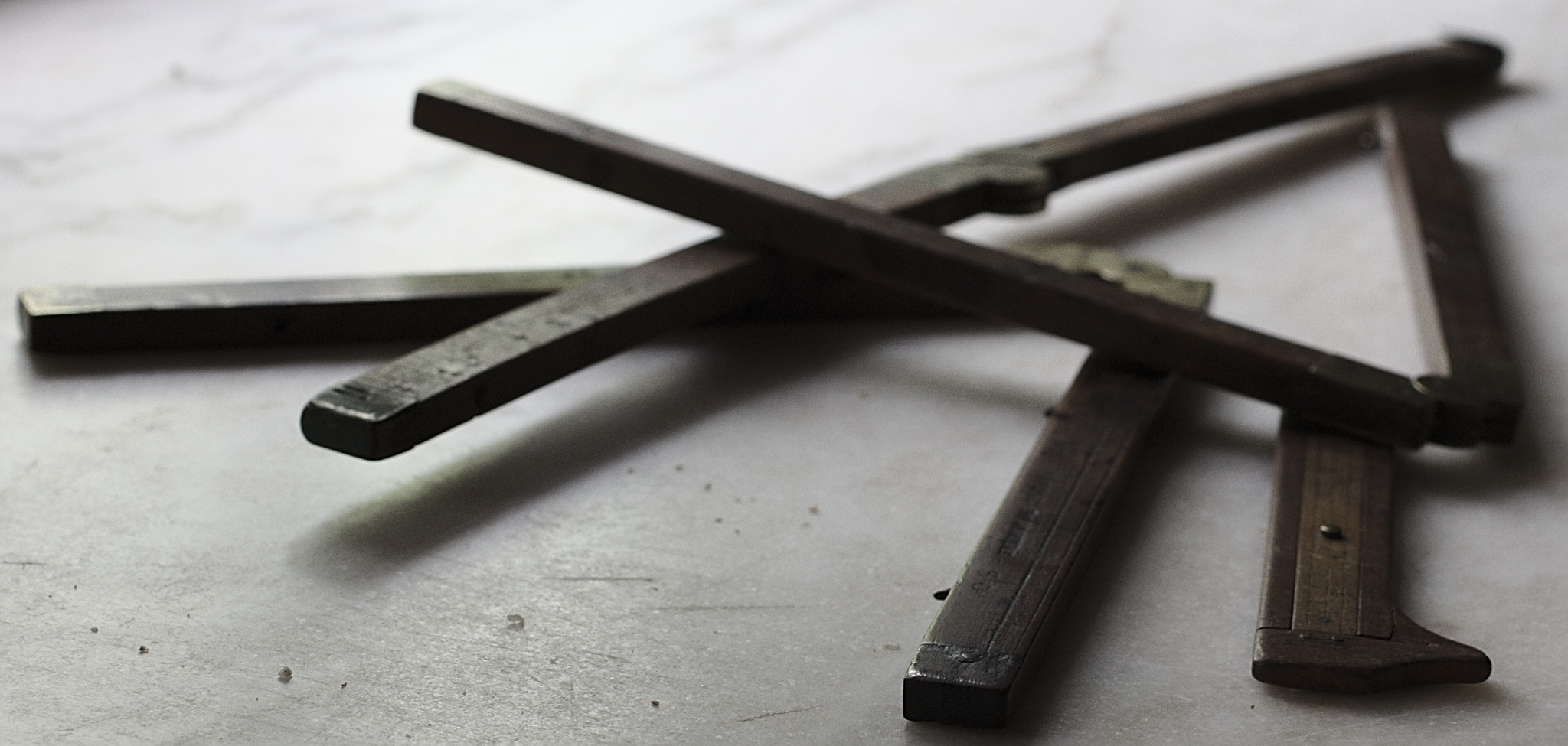
Trois règles de pied de roi (XVIIIe siècle).

La toise du Châtelet de 1668 fut créée dans l'idée d'un rapport 12 : 11 avec le pied romain, mais les métrologues français du XVIIe siècle le confondirent avec le pied héraïon, c'est-à-dire le pygme du pied dit pous italikos de 264,6 mm. Ce pied héraïon se dit aussi « pied néo-romain ». En 1668, on a dû l'évaluer, assez correctement, d'une longueur correspondant (aujourd'hui) à 8250 ÷ 27,706 mm. Il était très répandu dans l'Italie du Moyen Âge et sûrement aussi, localement, en France. Depuis, l'ancienne toise et la nouvelle entretiennent un rapport d'environ 1,005 4.
Le pied de roi, lors de son abolition définitive en France, fut déterminé par la loi du 19 frimaire an VIII (10 décembre 1799). Cette dernière stipulait que le mètre est égal à « une longueur de 3 pieds 11,296 lignes de la Toise de l'Académie ». De là, le pied de roi mesure 9 000 ÷ 27,706 mm, soit environ 324,839 mm.
Au Canada, le pied français est encore utilisé dans la description légale de certaines « terres de la province de Québec qui, à l’origine, ont été concédées à titre de tenure seigneuriale ». Supposé identique au pied de Paris de 1799, sa définition légale canadienne est pourtant légèrement différente : depuis 1919, 12,789 pouces anglais, soit 324,840 6 mm exactement. Mais dans toutes les utilisations à usage non-ancestral, les unités non-métriques d'usage courant au Québec et au Canada sont les impériales britanniques et/ou les américaines (donc 1 pi = 304,8 mm dans ces 2 systèmes).

### Le pied entre 1812 et 1840
Le commerce de détail s’accommodant difficilement du système métrique, Napoléon prend, le 12 février 1812, un décret impérial instaurant, pour le commerce, de nouvelles unités au nom conforme à l'usage ancien, mais avec de nouvelles valeurs fixées en référence au système métrique. Parmi elles, un pied égal à un tiers de mètre est institué.
Par la loi du 4 juillet 1837 signée par Louis-Philippe, l'usage des unités du système métrique est rendu obligatoire à partir du 1er janvier 1840, dans le commerce et dans la vie civile et juridique.

## Les pieds anglais et équivalents
Le pied anglais est l'unité de longueur du système d'unités de nombreux pays anglophones, dont les États-Unis, où il est le système officiel (au même titre que le SI, légalement), et le Royaume-Uni, bien que ce dernier ait adopté le système métrique (décimal) en 1995. Il est utilisé en nautisme (voile) et surtout en aéronautique pour mesurer les altitudes et les hauteurs par rapport à la surface du sol (ou de l'eau).
Son symbole « international » est ft (pour : foot au singulier et feet au pluriel) ou ′. On écrit par exemple, 30′ 6″ pour signifier 30 pieds et 6 pouces, le pied valant 12 pouces. Au Canada, où il est toujours utilisé dans certains domaines, on utilise en français le symbole pi,.
Le Royaume-Uni a rechigné pendant longtemps à donner au yard, qui vaut trois pieds, une équivalence légale en mètre. Différents instituts scientifiques anglais publiaient leurs valeurs de conversion, selon un d'eux en 1922, le pied anglais valut : 304,799 472 mm.
Aux États-Unis, le U.S. Survey foot fut fixé légalement dès 1866 : équivalent à 1 200 ÷ 3 937 m, soit environ 304,800 601 mm. Cette différence infime d'environ 0,00037 % n'a que peu de conséquences pratiques, d'autant plus que le monde scientifique anglo-saxon, y compris aux États-Unis, avait déjà abandonné l'utilisation du pied depuis le début du XXe siècle. La transition au pied international en remplacement du US survey foot est prévue pour 2023.
Il fut tout de même convenable d'avoir un taux de conversion commun et précis. En 1959, les pays anglophones adoptèrent par l'International Yard and Pound Agreement (en) un pied de compromis : 1 pi = 0,304 8 m (30,48 cm).
Un pied équivalant au pied anglais du système d'unités de mesure impérial était déjà pratiqué dans l'Antiquité, entre autres en Syrie. On nomme « pechys basilikos » la coudée de l'Antiquité équivalant à deux pieds anglais.

## Les différents pieds et leur histoire

### Les pieds antérieurs duCroissant fertile
L'histoire de la métrologie commence sans doute dans le Croissant fertile au tournant entre le Néolithique et le début de l'Histoire écrite, dont la date conventionnelle – du moins en ce qui concerne cette région, ailleurs elle est souvent plus tardive – est environ 3 300 ans avant Jésus-Christ.
Les vestiges architecturaux de la fin du IVe millénaire sont très concluants quant à la stabilité des mesures utilisées et renseignent en même temps sur les valeurs utilisées. Les premiers règles graduées préservées, retrouvées dans des fouilles archéologiques datent du début IIIe millénaire.
En 1916, l'archéologue allemand Eckhard Unger, alors conservateur du musée archéologique d'Istanbul, identifia et décrivit un étalon de mesure de longueur retrouvé peu auparavant lors des fouilles à Nippur. Cette « coudée de Nippur » (prononcez : Nippour), date du début du IIIe millénaire. C'est le plus ancien spécimen connu d'un instrument de mesure gradué. Cette coudée est considérée aujourd'hui comme « mesure mère » de toutes les mesures de l'Antiquité.[réf. nécessaire]
La comparaison de cet étalon avec les mesures architecturales par exemple, a permis d'établir scientifiquement que cette mesure sumérienne mesurait : 518,5 millimètres ± 0,2 %, soit ± 1,0 mm.
Les quatre pieds déduits :
| Le pied sumérien | 276,595 2 mm |

| = 518,616 ÷ 30 × 16. | Les Sumériens, inventeurs du système sexagésimal, divisèrent leur coudée en trente parts égales. |

L'utilisation du pied ainsi que sa division en seize doigts sont clairement indiquées sur le spécimen de la coudée de Nippur, ainsi que celle de la paume, de l'empan et du pygme.
| Le pied romain (pes monetalis) | 296,352 mm |

| = 518,616 ÷ 28 × 16. | Les géomètres égyptiens divisèrent la coudée en 28 doigts pour une approximation trigonométrique. |

Cette approximation trigonométrique, encore assez brute, se manifesta dans le remen de construction égyptien.
| Le pied égyptien ancien | 299,376 mm |

| = 296,352 ÷ 70 × 99. | Les arpenteurs égyptiens en pratique se contentèrent encore de l'approximation brute : √2 ≈ 7 ÷ 5. |

Les métrologues égyptiens avaient conscience de la différence entre les doigts de cathètes et les doigts de l'hypoténuse de leur remen. L'hypoténuse fut la coudée royale ancienne.
| Le pied égyptien | 302,4 mm |

| = 299,376 ÷ 70 × 99. | Les doigts de la coudée royale ancienne mis sur les cathètes engendrent la nouvelle coudée royale. |

Les doigts de la coudée royale (nouvelle) et les doigts dits romains entretinrent désormais le ratio 50 : 49. Cette réforme de la coudée royale devint officielle durant la XIe dynastie, au début du Moyen Empire égyptien. Mais, déjà avant, les archéologues observent l'utilisation de deux mesures bien distinctes, une plus petite, une plus grande, d'une différence d'un pour cent. Cela est dû à l'approximation de la racine carrée de deux, telle qu'elle fut utilisée par les premiers arpenteurs : √2 ≈ 28 ÷ 20, les doigts de leur remen de construction et la raison pour les coudées égyptiennes à 28 doigts.

### La diagonale de l'actus quadratus

#### Nouveaux pieds
L'actus quadratus est l'acre romain. L'acre romain se dit aussi l'arpent carré. L'arpent romain, l'actus, est une mesure de longueur de 12 perches romaines. La perche romaine, pertica, tient 10 pieds seulement, d'où son autre nom latin decempeda.
La diagonale de l'acre engendra d'abord le pied anglais, puis ce dernier engendra le pied carolingien. L'ordre chronologique de l'histoire est apparemment inversé. Mais, il ne faut pas oublier que le pied dit anglais, exista et fut employé dans le Proche-Orient et dans le monde grec, au moins deux mille ans avant que, à la fin du XIe siècle, les Anglais l'adoptèrent comme étant le leur. Similairement, le pied dit romain date d'au moins du début du IIIe millénaire av. J.-C.
La diagonale de l'actus quadratus mesure 10 perches anglaises. Le pied rhénan ou carolingien fut créé exactement de la même manière, en remplaçant uniquement le pied romain par le pied anglais. Le pied que les Polonais, ultérieurement, ont choisi comme étant le leur, fut très répandu en Europe centrale. Il se nomme en allemand « Baumaß », mesure de chantier. La déduction de ce pied dit polonais diffère légèrement, dans la mesure où, d'abord fut créée une perche de 16 ½ pieds romains, sur la diagonale du nouvel acre.
| • Le pied polonais    | = | 288,12 mm     |
| • Le pied romain      | = | 296,352 mm    |
| • Le pied anglais     | = | 304,819 2 mm  |
| • Le pied carolingien | = | 313,528 32 mm |

Finalement, ces quatre pieds très importants, entretiennent tous, successivement, le même ratio de trente-six à trente-cinq :
| Le pied carolingien | Le pied anglais            | Le pied romain           | Le pied polonais        |
| ------------------- | -------------------------- | ------------------------ | ----------------------- |
| 313,528 32 mm       | × (35 ÷ 36) = 304,819 2 mm | × (35 ÷ 36) = 296,352 mm | × (35 ÷ 36) = 288,12 mm |

Le pied dorien-pheidonique – au ratio 27 : 25 versus le pied égyptien – ou pied ancien de roi entretient les mêmes relations :
| Le pied - pygme ionien | Le pied ancien de roi    | Le pied philétaire      | Le pied cyrénéen       |
| ---------------------- | ------------------------ | ----------------------- | ---------------------- |
| 335,923 2 mm           | × (35 ÷ 36) = 326,592 mm | × (35 ÷ 36) = 317,52 mm | × (35 ÷ 36) = 308,7 mm |

Le ratio entre le pied philétaire et le pied italique (264,6 mm) est déjà mentionné par Héron d'Alexandrie dans son livre Geometrica. Il le donne comme 54 : 45, soit 6 : 5. Le ratio entre le pied romain et ce pied philétaire est 30 : 28, comme le pied romain entretient avec le pied italique le rapport 28 : 25.
| \| Le pied romain de Hultsch : \| 295,612 416 mm \| | Cela est le pied de Friedrich Hultsch. |
| Le pied romain de Hultsch :                         | 295,612 416 mm                         |

Ce philologue allemand de renom est un éminent métrologue historique, auteur de plusieurs grands ouvrages de référence, ayant beaucoup contribué à la recherche sur les poids et mesures anciens. Mais, pour lui, le pied romain ne mesura que 295,6 millimètres.
| \| Le pied byzantin : \| 320,76 mm \| | =         | 299,376 × (30 ÷ 28) . | Ce pied est d'un ratio de 30 : 28 au pied ancien égyptien. |
| Le pied byzantin :                    | 320,76 mm |                       |                                                            |

### Les autres pieds antérieurs
| \| Le pied italique : \| 264,6 mm \| | =        | 302,4 × (28 ÷ 32) . | Héron mentionna son ratio de 20 : 24 au pied philétaire. |
| Le pied italique :                   | 264,6 mm |                     |                                                          |

| \| Le pied attique - solonique : \| 293,932 8 mm \| | =            | 326,592 × (18 ÷ 20) . | Ce pied est d'un ratio de 30 : 32 au pied carolingien. |
| Le pied attique - solonique :                       | 293,932 8 mm |                       |                                                        |

Ce pied d'un ratio simple avec le pied dorien-pheidonique, c.-à-d. avec le pied ancien français, est important en Grèce, comme en Italie. Guilhiermoz le confondit avec le pied romain.

### La relation entre le pied et son pygme
Les termes de la métrologie historique nous viennent bien souvent du grec. Dans l'Antiquité, le pied, πούς / poús en grec – à ne pas confondre avec son faux-ami français – tient 16 doigts, δάκτυλοι / dáktuloi. La coudée classique grecque, nommée πῆχυς / pēkhus, comprend toujours 24 doigts, soit 1½ pied. Entre le pied et la coudée-pechus, il y a deux autres mesures relatives qui portent un nom propre grec. La πυγών / pugṓn mesure vingt doigts. Elle est l'équivalent du terme égyptien remen, déjà rencontré plus haut.
La seconde mesure portant un nom grec est le πυγμή / pugmḗ qui est toujours de dix-huit doigts. Le mot signifie en fait l'os de l'avant-bras. Elle s'en veut équivalente, c'est-à-dire « jusqu'au poignet », sans la main avec ses doigts. Il s'agit donc d'une coudée miniature, cf. « les Pygmées ».
Dans toutes les autres langues, sauf le grec, il n'y a pas de mot pour désigner précisément cette « coudée de 18 doigts ». Soit on la nomme par son nom grec πυγμή / pugmḗ, soit on la désigne, improprement, par pied aussi, comme cela est souvent le cas. 
 Certes, un pied peut devenir pygme et vice-versa. La bonne définition est la suivante :  Si la mesure est composée de 18 doigts, il s'agit d'un pygme. Si la mesure est divisée en 16 doigts, il s'agit d'un pied. Après, la division digitale, peut être aussi convertie en division onciale.
De nombreuses mesures entretiennent cette relation de 8 à 9 :
| Le pied italique : | 264,6 mm |

| Le pied néo-romain : | 297,675 mm |

| Le pied sumérien : | 276,595 2 mm |

| Le pied attique - olympique : | 311,169 6 mm |

| Le pied espagnol : | 278,691 84 mm |

| Le pied carolingien : | 313,528 32 mm |

| Le pied polonais : | 288,12 mm |

| Le pied de Fribourg : | 324,135 mm |

| Le pied d'Aschaffenbourg : | 290,304 mm |

| Le pied ancien de roi : | 326,592 mm |

| Le pied attique - solonique : | 293,932 8 mm |

| Le pied de Bourgogne : | 330,674 4 mm |

| Le pied romain : | 296,352 mm |

| Le pied Drusien : | 333,396 mm |

| Le pied néo - romain : | 297,675 mm |

| Le pied tyrolien : | 334,884 375 mm |

| Le pied ionien : | 298,598 4 mm |

| Le pied - pygme ionien : | 335,923 2 mm |

Le pied néo-romain, qui est lui-même pygme du pied italique, engendra ultérieurement son propre pygme, devenant le pied tyrolien.

### Les autres pieds importants

#### Pieds ordinaires
| \| Le pied autrichien : \| 316,108 8 mm \| | =            | 296,352 | × (32 ÷ 30) . | C'est le pied grec commun. Il se dit aussi « pous metrios ». |
| Le pied autrichien :                       | 316,108 8 mm |         |               |                                                              |

Ce pied connu depuis l'Antiquité, fut également, entre 1756 et 1876, le pied légal autrichien.  Avant 1756, en Autriche, le pied dit polonais  fut la mesure officielle. Ces deux pieds entretiennent le ratio 192 : 175.
| \| Le pied de Bavière : \| 291,721 5 mm \| | =            | 311,1696 | × (32 ÷ 30) . | Ce pied est d'un ratio de 30 : 32 au pied attique-olympique. |
| Le pied de Bavière :                       | 291,721 5 mm |          |               |                                                              |

Le pied de Saint Lambert (wa : pî d' Sint Lambiet) qui avait cours dans la principauté de Liège et dont la valeur était environ 291,8 mm en est équivalent.
| \| Le pied de Brême : \| 289,406 25 mm \| | =             | 308,7 | × (30 ÷ 32) . | Le ratio du pied du Brême au pied cyrénéen est donc 30 : 32 . |
| Le pied de Brême :                        | 289,406 25 mm |       |               |                                                               |

| \| Le pied d'Abydos : \| 318,937 5 mm \| | =            | 297,675 | × (30 ÷ 28) . | Le ratio du pied d'Abydos au pied néo-romain est donc 30 : 28 . |
| Le pied d'Abydos :                       | 318,937 5 mm |         |               |                                                                 |

| \| Le pied osque de Hygin : \| 275,625 mm \| | =          | 264,6 | × (100 ÷ 96) . | Le ratio osque de Hygin au pied italique est donc 25 : 24 . |
| Le pied osque de Hygin :                     | 275,625 mm |       |                |                                                             |

Hygin le gromatique rapporta que 8 640 pieds romains carrés valent 10 000 pieds osques-ombriens carrés.  Le ratio de ce dernier au pied romain est donc 625 : 672 et avec le pied cyrénéen son rapport est 25 : 28.
| \| Le pied de Nuremberg : \| 303,75 mm \| | =         | 324,135 | × (30 ÷ 32) × (2 400 ÷ 2 401). | Fribourg, ratio 30 : 32 |
| Le pied de Nuremberg :                    | 303,75 mm |         |                                |                         |

| \| Le pied de roi de 1668 : \| 324,843 75 mm \| | =             | 297,675 | × (12 ÷ 11) × (3 025 ÷ 3 024). | Néo-romain, ratio 12 : 11, 3 025 : 3 024. |
| Le pied de roi de 1668 :                        | 324,843 75 mm |         |                                |                                           |

Le pied de roi de 1668, issu de la réforme colbertienne, resta inchangé jusqu'à son abolition définitive en 1799.

#### Pieds à main
Les arpenteurs, dès l'Antiquité, préférèrent bien souvent un pied d'une longueur supérieure à un pied naturel. Ils créèrent le pes manualis, que l'on traduit, en français par « pied manuel » ou « pied à main ». Le procédé de sa création est très simple. L'acre romain est une surface de référence d'un carré de 120 pieds de côtés. Cent-vingt pieds, c'est la longueur de l'arpent romain composée de 12 perches decempeda. Si on divise ce même arpent tout simplement par 100, on obtient un nouveau pied, d'un cinquième plus long que l'ancien.
Un pied et son pied à main entretiennent donc toujours le ratio 10 à 12. Ainsi :
|                        | est le pied à main |               |           |                   |
| Le pied tyrolien       | 334,430208         | × (10 ÷ 12) = | 278,69184 | du pied espagnol. |
| Le pied de Bourgogne * | 330,75             | × (10 ÷ 12) = | 275,625   | du pied osque.    |
| Le pied philétaire     | 317,52             | × (10 ÷ 12) = | 264,6     | du pied italique. |

* Il s'agit là d'un pied de Bourgogne augmenté d'un faible écart 330,75 × (4 374 ÷ 4 375) = 330,674 4 mm.

#### Pieds marchands
Les arpenteurs créèrent un pied auxiliaire mesurant 11 pouces seulement. Cela revient à la division par 24 de la perche des arpenteurs. Pour la perche ancienne d'avant 1668, cela donne :  (326,592 × 22) ÷ 24 = 299,376 millimètres.  C'est le pied égyptien ancien. Les arpenteurs français du Moyen Âge en divisant tout simplement leur perche de 22 pieds de roi par 24, retrouvèrent, arithmétiquement, le même pied que les Égyptiens anciens utilisèrent déjà à la fin du IVe millénaire av. J.-C.. L'existence de ce pied est d'ailleurs bien attestée dans la très importante canne de Toulouse. Créée pour mesurer exactement 6 de ces pieds, cette canne fut ensuite subdivisée en 8 empans, comme cela fut l'usage en Languedoc.
Après 1668, 11 pouces du pied de roi valurent environ 297,77 millimètres. Ce pied est donc équivalent au pied néo-romain. Puisque le pied de roi fut particulièrement long à comparer avec la plupart des autres pieds en usage, ce pied fut volontairement adopté dans de nombreuses provinces françaises. Il fut divisé en 12 pouces et reçut le nom de « pied marchand ». Ignorant l'histoire véritable de ce pied, certains affirmèrent que ce pied aurait été créé par des commerçants malhonnêtes, voulant tricher d'un douzième, dans la vente des cordes et tissus par exemple.
Quoi qu'il en soit, ce nom lui est resté : Un pied et son pied marchand entretiennent toujours le ratio 12 à 11.
Autres pieds dits marchands :
| \| Le pied de Darmstadt : \| 287,400 96 mm \| | =             | 313,52832 | × (11 ÷ 12) . |  |
| Le pied de Darmstadt :                        | 287,400 96 mm |           |               |  |

Le pied de Darmstadt, un des plus importants de l'Allemagne, est le pied marchand du pied carolingien. À Cologne, il est attesté avec la valeur de 287,392 mm. Preuve que le pied rhénan de la Prusse est légèrement surévalué.
| \| Le pied suédois : \| 297,123 75 mm \| | =             | 324,135 | × (11 ÷ 12) . |  |
| Le pied suédois :                        | 297,123 75 mm |         |               |  |

La Suède adopta ce pied marchand qui provient du pied de Fribourg, qui n'est, lui-même, rien d'autre que le pygme du pied polonais. Ce dernier fut alors pratiqué sur l'autre rive de la Baltique, en face de la Suède.

## Le pied dans le monde contemporain
Dans le monde scientifique, y compris aux États-Unis, le Système international d'unités (inspiré du système métrique) est aujourd'hui le système de référence.
Dans le monde technique et industriel, les mesures en pouces et en pieds sont encore omniprésentes, parfois même en pseudo. Ainsi les disquettes PC furent conçues par leurs créateurs japonais — pays ayant adopté le système métrique depuis longtemps — à une taille de 90 mm exactement. Pourtant, elles sont appelées « 3½ » dans le monde entier, avec une erreur d'un peu moins d'un millimètre.
Actuellement, en Angleterre par exemple, le pied est parfois utilisé pour les usages courants. Des longueurs comprises entre 50 cm et 500 m sont quelquefois exprimées dans cette unité. C'est le cas pour la taille des personnes, les dimensions d'une pièce, d'un bateau ou de l'indication, sur un panneau, de la distance à parcourir à pied (les panneaux routiers sont rédigés en milles ou en fraction de mille).
En aéronautique, dans le monde entier sauf en Chine, en Mongolie et en Corée du Nord, et sauf en vol à voile, les altitudes restent exprimées en pieds anglais. Les niveaux de vol sont donnés en centaines de pieds au-dessus du niveau de la mer dans l’atmosphère normalisée : FL180 (Flight Level 180) = 18 000 ft (18 000 pieds).
En nautisme, le pied anglais est l'unité officielle pour désigner la jauge des bateaux.
Au cinéma, les objectifs professionnels des caméras sont généralement gradués en pieds, même dans les pays où le système métrique est le système légal.
Le pied français est omniprésent dans les monuments français avec, pour ne citer que les plus prestigieux, les dimensions des galeries du Louvre servant de référence pour déterminer la toise (voir la toise de l'Écritoire) ou encore les 6 000 pieds (ou 1 000 toises) de la Grande terrasse de Saint-Germain-en-Laye sans compter les façades de 100 pieds de la plupart des beaux hôtels particuliers de l'Ancien Régime. La hauteur de la tour Eiffel vient de l'idée de construire une tour de mille pieds. Le pied est également encore en usage, bien que souvent masqué, pour les dimensions des produits et matériaux artisanaux. On le retrouve ainsi dans les formats de papier à dessin mixant curieusement mètres et pieds (format demi-raisin 32,5 par 50 cm et raisin 65 cm par 50 cm). Il persiste enfin dans la législation avec des servitudes de marchepied ou de halage de 3,25 et 9,75 mètres, correspondant à des largeurs de 10 et 30 pieds (article L2131-2 du Code général de la propriété des personnes publiques). Comme le mettent en évidence ces exemples, sa valeur doit alors être évaluée à 32,5 ou plus précisément 32,48 cm (voir supra Le pied entre 1668 et 1799).
Dans le lexique de l'orgue, le pied acoustique mesure actuellement 324 mm et un tuyau cylindrique d'un pied à bouche et à biseau, ouvert à l'autre extrémité, doit donner la note do4, soit 523,251 Hz à une température de 20 °C.

## Tableau synoptique
Pour les valeurs des pieds dit « à main », voir l'article détaillé : Pes manualis.
| ℕ  | Nom du pied                 | Noms alias ou remarques                 | Valeur, mm | Écart légal * | Ref.       |  |
| 1  | Pied de tenue chypriote     | pygme ionien                            | 335,9232   | - 0,0069 %    | [ k ]      |  |
| 2  | Pied tyrolien               | pied à main du pied espagnol            | 334,430208 | - 0,0996 %    | [ l ]      |  |
| 3  | Pied Drusien                | pygme romain                            | 333,396    | - 0,0288 %    | [ m ]      |  |
|    | Pied métrique               | Un tiers de mètre                       | 333,3      |               | [ n ]      |  |
| 4  | Pied de Bourgogne           | pied à main carolingien                 | 330,6744   | + 0,0108 %    | [ o ]      |  |
| 5  | Pied dorien-pheidonique     | ancien pied de roi, avant 1668          | 326,592    | + 0,0012 %    | [ d ]      |  |
|    | Pied des bâtisseurs         | Issu de la pige médiévale               | 323,6      |               |            |  |
| 6  | Pied de roi (1668)          | le néo-romain soit son pied marchand    | 324,84375  | - 0,0013 %    | [ e ]      |  |
| 7  | Pied de Fribourg-en-Brisgau |                                         | 324,135    | - 0,0416 %    | [ p ]      |  |
| 8  | Pied byzantin               |                                         | 320,76     | - 0,0966 %    | [ q ]      |  |
| 9  | Pied d'Abydos               |                                         | 318,9375   | + 0,0143 %    | [ r ]      |  |
| 10 | Pied philétaire             | pied de l'Isère dit de mandement        | 317,52     | + 0,0554 %    | [ s ]      |  |
| 11 | Pied autrichien             | pied grec antique commun                | 316,1088   | - 0,0089 %    | [ i ]      |  |
| 12 | Pied carolingien            | rhénan , de Berlin et basique de Seine  | 313,52832  | + 0,1036 %    | [ j ]      |  |
| 13 | Pied attique-olympique      | pied des Sept Places fortifiées         | 311,1696   | - 0,0470 %    | [ t ]      |  |
| 14 | Pied cyrénéen               | pied de la perche de Bourgogne          | 308,7      | - 0,0332 %    | [ u ]      |  |
| 15 | Pied anglais                | pied antique syrien                     | 304,8192   | - 0,0063 %    | [ v ]      |  |
| 16 | Pied de Nuremberg           | pied de la canne de Villemur            | 303,75     | - 0,0010 %    | [ w ]      |  |
| 17 | Pied égyptien               |                                         | 302,4      | - 0,0772 %    | [ x ]      |  |
| 18 | Pied de Zurich              |                                         | 301,056    | + 0,1073 %    | [ y ]      |  |
| 19 | Pied égyptien ancien        | pied marchand ancien de roi             | 299,376    | - 0,0092 %    | [ z ]      |  |
| 20 | Pied ionien                 | pied de Saint-Étienne de Vienne         | 298,5984   | + 0,0229 %    | [ aa ]     |  |
| 21 | Pied néo-romain (héraïon)   | pied marchand de roi                    | 297,675    | + 0,0317 %    | [ ab ]     |  |
| 22 | Pied suédois                | pied de Guyenne                         | 297,12375  | - 0,0733 %    | [ ac ]     |  |
| 23 | Pied romain (pes monetalis) | pied d'Augsbourg (fondée sous Auguste)  | 296,352    | + 0,0094 %    | [ c ]      |  |
| 24 | Pied romain de Hultsch      | pied de la canne des bastides           | 295,612416 |               |            |  |
| 25 | Pied attique-solonique      |                                         | 293,9328   | - 0,0193 %    | [ ad ]     |  |
| 26 | Pied de Bavière             |                                         | 291,7215   | + 0,0472 %    | [ ae ]     |  |
| 27 | Pied d'Aschaffenbourg       | pied basique lombard de Milan           | 290,304    | + 0,0675 %    | [ af ]     |  |
| 28 | Pied de Brême               | pied de Strasbourg                      | 289,40625  | - 0,0177 %    | [ ag ]     |  |
| 29 | Pied de Spire               | pied du ci-devant duché de Guise        | 288,75     |               |            |  |
| 30 | Pied polonais               |                                         | 288,12     | - 0,0416 %    | [ g ]      |  |
| 31 | Pied de Darmstadt           |                                         | 287,40096  | - 0,0668 %    | [ ah ]     |  |
| 32 | Pied espagnol               |                                         | 278,69184  | - 0,0204 %    | [ ai ]     |  |
| 33 | Pied sumérien de Nippur     |                                         | 276,5952   | - 0,0224 %    | [ a ]      |  |
| 34 | Pied osque de Hygin         |                                         | 275,625    |               |            |  |
| 35 | Pied italique               |                                         | 264,6      | - 0,0189 %    | [ aj ]     |  |
|    |                             | Col. réf. en cours. France, cf. Rapport |            | Écart moyen : | - 0,0083 % |  |

* L'écart légal du dernier pays ayant utilisé ce pied.